# Barranc de Malavesina
El Barranc de Malavesina és un barranc que discorre del tot dins del terme municipal de la Vall de Boí, a la comarca de l'Alta Ribagorça, i dins el Parc Nacional d'Aigüestortes i Estany de Sant Maurici.

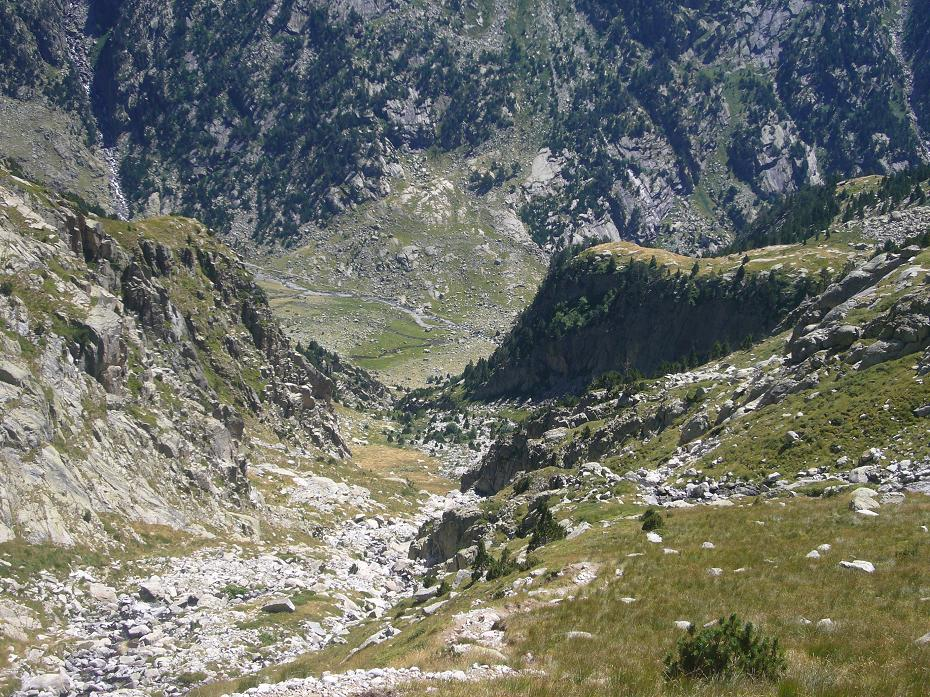
Barranc de Malavesina i Pletiu de Riumalo vistos des de cap damunt del barranc.

El nom «segurament deriva d'un terme basc que vol dir rodals dolents, mals paratges».
És afluent per la dreta del Riuet d'Estany Negre. Situat en la Capçalera de Caldes, té el naixement a 2.494 metres, a l'Estany de Malavesina. El seu curs discorre cap a l'est-sud-est i desemboca, a 1.833 metres, al Riuet d'Estany Negre, en l'extrem sud-occidental del Pletiu de Riumalo.